# Santa Eulália (Vizela)
Santa Eulália, auch Santa Eulália de Barrosas, ist eine Gemeinde im Norden Portugals.
Santa Eulália gehört zum Kreis Vizela im Distrikt Braga, besitzt eine Fläche von 5,6 km² und hat 5389 Einwohner (Stand 19. April 2021).
Der Ort wurde am 6. April 2011 zur Vila (dt.: Kleinstadt) erhoben.